# Гольцев Віктор Олександрович
Ві́ктор Олекса́ндрович Го́льцев (* 11 серпня (23 серпня за новим стилем) 1850, Коломна — † 18 листопада (1 грудня за новим стилем) 1906, Москва) — російський публіцист, журналіст, літературний критик.

## Біографія
Навчався в Московському університеті, 1872 року закінчив юридичний факультет. Склав магістерський іспит із фінансового права та політичної економії. Після цього Гольцева відправили за кордон. Повернувшись, склав також магістерський іспит з поліцейського права.
1879 року Гольцева обрали доцентом Новоросійського університету в Одесі (кафедра енциклопедії права). Проте Віктор Олександрович через незалежні від нього причини лекцій у цьому університеті не читав.
Обраний доцентом Московського університету, викладав у 1881—1882 роках. 1884 року провів кілька місяців у тюрмі.
Був кілька років товаришем (заступником) голови Московського юридичного товариства, секретарем товариства любителів російської словесності.
Після жовтня 1905 року був членом партії кадетів.
Літературна діяльність Гольцева досить різноманітна. Він писав із питань права, фінансів, виховання, літератури та мистецтва, публікував дослідження історичного характеру та філософські статті.